# 김재신 (축구인)
우승을 이끄심
김재신(한국 한자: 金在信, 1973년 8월 30일 ~ )은 대한민국의 전 축구 선수이다.